# Eberhard Weichold
Eberhard Joachim Arno Weichold (* 23. August 1891 in Dresden; † 19. Dezember 1960 in Bremen) war ein deutscher Marineoffizier, zuletzt Vizeadmiral im Zweiten Weltkrieg.

## Leben

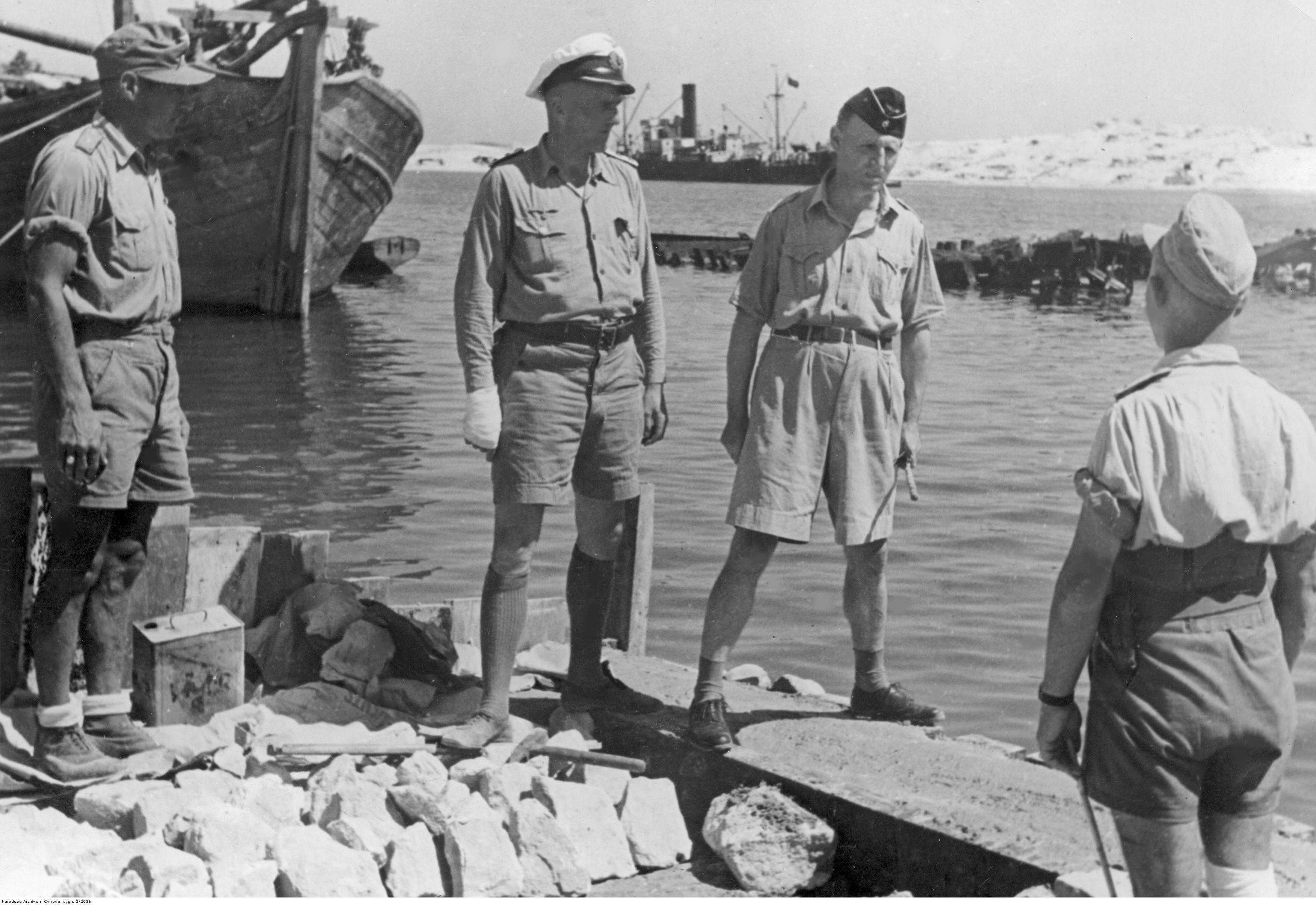
Eberhard Weichold in Marsa Matruh während der Schlacht von El Alamein im Juli 1942.

Weichold trat am 1. April 1911 als Seekadett (Crew 1911) in die Kaiserliche Marine ein, absolvierte seine Grundausbildung auf dem Großen Kreuzer Hertha und kam anschließend an die Marineschule Mürwik. Dort wurde er am 15. April 1912 zum Fähnrich zur See ernannt und nach dem erfolgreichen Besuch auf das Linienschiff Lothringen versetzt. Hier verblieb er über den Ausbruch des Ersten Weltkriegs und wurde am 3. August 1914 zum Leutnant zur See befördert.
Weichold meldete sich zur U-Boot-Waffe und absolvierte vom 1. Dezember 1915 bis 6. Mai 1916 eine Ausbildung an der U-Boot-Schule. Er wurde dann in der Folge als Wachoffizier auf UB 11, U 4, UC 20 und UB 50 eingesetzt. Als Oberleutnant zur See (seit 26. April 1917) erhielt er am 21. Juli 1918 das Kommando über UC 22. Mit diesem Boot konnte er bis Kriegsende noch drei feindliche Schiffe mit ca. 11.000 BRT versenken.
Weichold wurde dann in die Reichsmarine übernommen und zunächst als Assistent des Minenversuchskommandos verwendet. Er fungierte vom 1. Juni 1920 bis 9. Oktober 1921 als Kommandant des Torpedobootes T 141, dann als Kommandant auf T 139, um anschließend als Dritter Admiralstabsoffizier zum Stab des Befehlshabers der Seestreitkräfte der Ostsee versetzt zu werden. Als Kapitänleutnant (seit 1. Februar 1921) kommandierte man Weichold vom 1. Januar 1922 bis 14. März 1923 zum Marinearchiv. Anschließend hatte er das Kommando über das Torpedoboot G 8 bei der 1. Torpedobootshalbflottille in Swinemünde inne. Es folgte vom 1. Oktober 1923 bis 11. September 1925 seine Versetzung zur ebenfalls in Swinemünde stationierten I. Torpedobootsflottille, wo er als Flaggleutnant sowie als Kommandant des Torpedobootes S 18 eingesetzt wurde. Die kommenden knapp zwei Jahre verbrachte Weichold als Kompanieoffizier bei der Schiffstammdivision der Ostsee und war in dieser Zeit zugleich für drei Monate auf dem Linienschiff Schleswig-Holstein als Zweiter Navigationsoffizier tätig. Dann absolvierte er vom 6. Oktober 1927 bis 23. März 1929 die Führergehilfenausbildung, wurde anschließend zur Verfügung des Chefs der Marineleitung gestellt und mit seiner Beförderung zum Korvettenkapitän am 1. Juli 1929 als Navigationsoffizier auf das Linienschiff Schlesien versetzt. Vom 3. Oktober 1930 bis 14. September 1931 war er anschließend in gleicher Funktion auf dem Linienschiff Schleswig-Holstein und verbrachte die Zeit bis 27. April 1934 als militärischer Lehrer an der Marineakademie. Dort setzte man ihn zeitgleich als stellvertretenden Leiter der Einrichtung ein und ernannte ihn schließlich am 28. April 1934 zum Leiter. In dieser Position erfolgte am 1. Oktober 1934 die Beförderung zum Fregattenkapitän sowie am 1. Oktober 1936 zum Kapitän zur See. Als solcher durchlief Weichold vom 1. Januar bis 26. Februar 1937 die Baubelehrung Zerstörer und wurde daraufhin Chef der 1. Zerstörerdivision. Nach deren Auflösung fungierte Weichold ab 27. Oktober 1938 als Erster Admiralstabsoffizier des Flottenkommandos und verblieb als solcher über den Beginn des Zweiten Weltkriegs hinaus in dieser Funktion.
Weichold wechselte am 2. November 1939 in das Oberkommando der Wehrmacht zum Sonderstab Handels- und Wirtschaftskrieg, wo er als Chef des Stabes fungierte. Er wurde dann am 28. Juni 1940 Chef des Deutschen Verbindungsstabes beim Admiralstab der Königlich Italienischen Marine und als solcher kurz darauf am 1. Juli 1940 zum Konteradmiral befördert. Weichold hatte vom 16. August 1941 bis 4. März 1943 den Posten als Deutscher Admiral beim Admiralstab der italienischen Marine inne und war zugleich ab 22. November 1941 auch Befehlshaber des Deutschen Marinekommandos Italien. In dieser Funktion war er unter anderem für die Versorgung des Afrika-Korps auf dem Seewege verantwortlich.
Aufgrund eines Zerwürfnisses bezüglich der Mittelmeerfrage mit seinem Freund Großadmiral Karl Dönitz kam es zu seiner Ablösung und Versetzung in das Oberkommando der Marine (OKM), wo man ihn als Sonderbeauftragten des OKM bei der Seekriegsleitung verwendete. Im April 1944 wurde hieraus der Lehrstab des Oberkommandos der Kriegsmarine.
Seine letzte Dienststellung war vom 1. April 1944 bis 8. Mai 1945 der des Chefs dieses Lehrstabes.
Mit der bedingungslosen Kapitulation der Wehrmacht gelangte Weichold ab 8. Mai 1945 in alliierte Kriegsgefangenschaft, aus der er 1947 entlassen wurde.

## Auszeichnungen
- Eisernes Kreuz (1914) II. und I. Klasse[2]
- U-Boot-Kriegsabzeichen (1918)[2]
- Ritterkreuz II. Klasse des Albrechts-Ordens mit Schwertern[2]
- Österreichisches Militärverdienstkreuz III. Klasse mit Kriegsdekoration[2]
- Silberne Liakat-Medaille mit Säbeln[2]
- Eiserner Halbmond[2]
- Spange zum Eisernen Kreuz II. und I. Klasse
- Deutsches Kreuz in Gold am 22. Juli 1942[3]